# Tashkent
Tashkent (in uzbeco Тошкент?, Toshkent; in russo Ташкент?, Taškent) è la capitale e la città più grande dell'Uzbekistan. Situata nel nord-est del paese, vicino al confine con il Kazakistan, è la più grande città dell'Asia Centrale per popolazione (più di 3 milioni di persone) e un importante centro politico, economico, culturale e scientifico del Paese, nonché nodo aereo, ferroviario e stradale.
Tashkent è la terza città della CSI in termini di popolazione. È una delle città più antiche dell'Asia centrale: nel 2009 si è tenuta la celebrazione ufficiale del 2200º anniversario della città.
A Tashkent si trovano le autorità statali, le ambasciate straniere e le sedi della maggior parte delle più grandi organizzazioni commerciali e associazioni pubbliche uzbeke.

## Denominazione
Il nome della città è mutato più volte: sotto la dominazione cinese della Dinastia Han era chiamata Beitan. Più tardi cambiò il nome in Chachkand, che divenne poi Taškand e quindi Taškent.

## Storia
Taškent ha origini molto antiche, i primi insediamenti nei pressi dell'oasi fiume Circik risalgono al V-III secolo a.C. Per molto tempo fu controllata dalle popolazioni nomadi del Turkestan, finché non fu occupata dai Cinesi. Dal 5 secolo d.C. in poi entrò nell'orbita culturale sogdiana, successivamente venne conquistata dagli Arabi nel 750. Nel 1219 la città fu distrutta da Gengis Khan, per poi essere ricostruita alcuni anni dopo. Nel 1809 la città verrà annessa al Khanato di Kokand, di cui fece parte fino al 1865, anno in cui venne annessa all'Impero russo. Nel 1889 fu collegata al resto della Russia con la costruzione della ferrovia transcaspica.

### Il XX secolo
Alla caduta dell'impero russo Taškent entrò a far parte dell'URSS, dapprima come capitale della RSS autonoma del Turkestan e, in seguito, della RSS dell'Uzbekistan, da cui i bolscevichi mossero per conquistare l'emirato di Bukhara. Durante la seconda guerra mondiale vennero trasferite in città molte industrie provenienti dalle città occupate dalla Germania nazista. Il 25 aprile 1966 la città fu colpita da un violento terremoto (7.5 nella scala Richter), che lasciò oltre 300 000 persone senza casa.

## Monumenti e luoghi d'interesse
- Palazzo del Principe Romanov - Costruito nel XIX secolo dal Granduca Nikolaj Konstantinovič, cugino dello Zar Alessandro III di Russia. Una parte del palazzo è occupata da un museo, l'altra dal Ministero degli Affari Esteri.
- Madrasa Kukeldash
- Bazar Chorsu
- Mausoleo dello Sceicco Zaynudin
- Cattedrale del Sacro Cuore (cattolica)
- Cattedrale dell'Assunzione della Vergine (ortodossa)
- Moschea Dzhuma
- Complesso Hazrati Imam che comprende (il Mausoleo Kaffal Shoshi, la madrasa Barak Khan, la moschea Telyashayakh, la moschea Hazroti Imam, la biblioteca Moyie Mubarek)
- Complesso Zangi-Ata
- Complesso del Mausoleo di Sheikhantaur
- Monumento a Nizami Ganjavi

### Musei
- Museo delle arti dell'Uzbekistan - Conserva una vasta collezione risalente al periodo pre-russo, tra cui opere di Sogdiana, opere religiose buddhiste e di Zoroastro. Conserva inoltre molte opere del periodo russo, soprattutto di arti applicate.
- Museo Amir Timur
- Museo statale di storia dell'Uzbekistan

## Clima
| Tashkent (1991-2020) Fonte: | Mesi         | Mesi         | Mesi         | Mesi        | Mesi        | Mesi        | Mesi        | Mesi        | Mesi        | Mesi         | Mesi         | Mesi         | Stagioni | Stagioni | Stagioni | Stagioni | Anno  |
| Tashkent (1991-2020) Fonte: | Gen          | Feb          | Mar          | Apr         | Mag         | Giu         | Lug         | Ago         | Set         | Ott          | Nov          | Dic          | Inv      | Pri      | Est      | Aut      | Anno  |
| --------------------------- | ------------ | ------------ | ------------ | ----------- | ----------- | ----------- | ----------- | ----------- | ----------- | ------------ | ------------ | ------------ | -------- | -------- | -------- | -------- | ----- |
| T. max. media (°C)          | 7,2          | 9,5          | 16,0         | 22,3        | 28,0        | 33,6        | 35,9        | 34,9        | 29,5        | 22,2         | 14,1         | 8,6          | 8,4      | 22,1     | 34,8     | 21,9     | 21,8  |
| T. media (°C)               | 2,3          | 4,2          | 10,2         | 15,9        | 21,1        | 26,2        | 28,3        | 26,6        | 21,0        | 14,4         | 8,1          | 3,5          | 3,3      | 15,7     | 27,0     | 14,5     | 15,2  |
| T. min. media (°C)          | −1,3         | 0,1          | 5,3          | 10,1        | 14,3        | 18,4        | 20,1        | 18,4        | 13,4        | 8,3          | 3,6          | −0,1         | −0,4     | 9,9      | 19,0     | 8,4      | 9,2   |
| T. max. assoluta (°C)       | 22,6 (2021)  | 27,0 (2016)  | 32,5 (1971)  | 36,4 (2006) | 39,9 (1902) | 43,0 (1914) | 44,6 (1997) | 43,1 (1944) | 40,0 (2013) | 37,5 (1941)  | 31,6 (2017)  | 27,3 (1915)  | 27,3     | 39,9     | 44,6     | 40,0     | 44,6  |
| T. min. assoluta (°C)       | −28,0 (1900) | −25,6 (1900) | −16,9 (1933) | −6,3 (1913) | −1,7 (1989) | 3,8 (1924)  | 8,2 (1946)  | 5,7 (1996)  | 0,1 (1973)  | −11,2 (1909) | −22,1 (1954) | −29,5 (1930) | −29,5    | −16,9    | 3,8      | −22,1    | −29,5 |
| Nuvolosità (okta al giorno) | 7,1          | 7,0          | 6,7          | 6,1         | 5,1         | 3,1         | 2,2         | 1,6         | 1,9         | 4,0          | 5,7          | 6,5          | 6,9      | 6,0      | 2,3      | 3,9      | 4,8   |
| Precipitazioni (mm)         | 55           | 72           | 66           | 63          | 41          | 17          | 3           | 2           | 5           | 24           | 51           | 58           | 185      | 170      | 22       | 80       | 457   |
| Giorni di pioggia           | 9            | 11           | 14           | 12          | 10          | 6           | 4           | 2           | 3           | 8            | 9            | 10           | 30       | 36       | 12       | 20       | 98    |
| Nevicate (cm)               | 3            | 2            | 0            | 0           | 0           | 0           | 0           | 0           | 0           | 0            | 0            | 2            | 7        | 0        | 0        | 0        | 7     |
| Giorni di neve              | 9            | 7            | 2            | 0           | 0           | 0           | 0           | 0           | 0           | 1            | 2            | 6            | 22       | 2        | 0        | 3        | 27    |
| Giorni di nebbia            | 5            | 2            | 1            | 0,3         | 0,0         | 0,0         | 0,0         | 0,0         | 0,1         | 0,4          | 2,0          | 6,0          | 13,0     | 1,3      | 0,0      | 2,5      | 16,8  |
| Umidità relativa media (%)  | 73           | 68           | 61           | 60          | 53          | 40          | 39          | 42          | 45          | 57           | 66           | 73           | 71,3     | 58       | 40,3     | 56       | 56,4  |
| Vento (direzione-m/s)       | E 1,3        | E 1,5        | E 1,6        | E 1,6       | E 1,6       | E 1,5       | E 1,5       | E 1,4       | E 1,4       | E 1,3        | E 1,3        | E 1,3        | 1,4      | 1,6      | 1,5      | 1,3      | 1,4   |

## Cultura

### Media
Nella città di Taškent hanno sede vari quotidiani, di cui 14 in lingua uzbeca, 4 in inglese e 9 in russo.

## Infrastrutture e trasporti

### Metropolitana
La città è dotata di un servizio metropolitano.

### Telecomunicazioni
La città è servita dalla Tashkent Tower, una torre di trasmissione alta 365 m.

## Amministrazione

### Gemellaggi
Taškent è gemellata con le seguenti città:
- Berlino
- Istanbul
- Seattle
- Karachi
- Tunisi
- Dnipro
- Courtrai
- Nagoya
- Astana